# QuakeCon
QuakeCon — ежегодный LAN party турнир в Далласе, штат Техас. Мероприятие собирает тысячи игроков со всего мира, организатором выступает id Software, фирма-разработчик игры Quake. Соревнование проводится с 1996 года по сегодняшний день, и является старейшим киберспортивным турниром наряду с The CPL. QuakeCon — это крупнейшее бесплатное LAN party в мире (каждый участник приходит со своим компьютером).
Сегодня QuakeCon, помимо игровых состязаний, это место для презентации новейших игр, разрабатываемых компанией id Software и издателем Bethesda, в том числе игровой атрибутики, компьютерной периферии и программного обеспечения. Чтобы иметь возможность проводить бесплатное LAN party, организуется волонтёрская работа, нанимаются добровольцы, которые помогают в организации мероприятия.
В 2002 году российский игрок в Quake 3 Алексей Нестеров (M19*LeXeR), выступавший за команду M19, впервые в российской истории выиграл турнир QuakeCon.